# Museo de las Mujeres (Dallas)
El Museo de las Mujeres (en inglés: The Women's Museum) de Dallas fue un museo dedicado a la vida y la historia de las mujeres de Estados Unidos activo de 2000 a 2011. 
El museo se ubicaba en el Parque de la Feria, el lugar donde se realiza la Feria de Texas y que acoge a otros museos y pabellones. Estaba conectado al Instituto Smithsoniano.
En 1996 Cathy Bonner expuso la idea de la creación de un museo que recogiera y difundiera la historia de la mujer en Estados Unidos. El proyecto fue asignado a Wendy Evans Joseph, arquitecta que cuenta entre sus obras con el Museo del Holocausto de Washington D. C.
Se inauguró el 29 de septiembre del año 2000. El 5 de octubre del 2011 se anunció el cierre del museo el 31 de octubre del 2011 debido a problemas financieros.
Sus archivos fueron trasladados a la Universidad de la Mujer de Texas en Denton.